# Gabriel Barthélemy de Gramond
Pour les articles homonymes, voir Grammont.
Gabriel Barthélemy, seigneur de Gramond, orthographié quelquefois Grammont, (vers 1590-1654) est un historien français.

## Biographie
Né à Toulouse d'une famille parlementaire originaire du Rouergue, il fut conseiller au grand-conseil puis succéda à son père comme président de la chambre des enquêtes du Parlement de Toulouse, avant d'obtenir un brevet de conseiller d'État.
Il a été considéré comme un « écrivain médiocre [et un] historien infidèle ». 

## Œuvres
On a de lui : 
- Historia prostratae Ludovico XIII sectariorum in Gallia rebellionis, Toulouse, 1623. Cette histoire, qui prétend continuer De Thou, s'arrête en l'an 1628 : l'auteur se proposait de la continuer jusqu'à la mort de Louis XIII, mais Mazarin s'y opposa sans qu'on en sache les motifs ;
- Historiarum Galliae ab excessu Henrici IV, 1643, in-folio, où il fait l'apologie de la Saint-Barthélemy. 
  - Réédition : Historiarum Galliæ ab excessu Henrici IV Libri XVIII. Quibus rerum per Gallos totâ Europâ gestarum accurata narratio continetur. Autore Gabr. Bartholomæo Gramondo, in sacro Regis Consistorio Senatore, & in Parlamento Tolosano Præside. Amsterdam, Elzevier, 1653. [Amstelodami, Apud Ludovicum Elzevirium. cIɔ. Icɔ. LIII.] In-8°, [1 (titre en rouge et noir avec une vignette typographique)], [1 bl.], [26 (dédicace, avis au lecteur et lexique des noms cités)], 798, [83 (table)], [1 bl.] p.